# Oxyurida
Oxyurida es un orden de nemátodos de la clase Secernentea. Está conformado por cuatro familias, a una de las cuales pertenece el oxiuro  (Enterobius vermicularis).

## Características
Son parásitos. Los machos carecen de bolsa copulatríz y poseen solo una espícula. Los huevos que contienen las hembras en el útero son embrionados y aplanados en una de sus caras. La postura perianal aglomerada, garantiza que un hospedador se infeste con una gran cantidad de parásitos a la vez. Los machos son precoces y tienen una vida más corta que las hembras. Los huevos no fecundados se desarrollan como machos y los fecundados como hembras.

## Taxonomía
El análisis de ADN ha descartado la inclusión de las 4 especies de este género dentro del orden Rhabditida. Algunos estudios han mostrado que Oxyurida hace parte de otro clado, conjuntamente con Ascaridida, Rhigonematida y  Spirurida, considerado como una subclase, designada como Spiruria. Sin embargo un estudio divergente propone agrupar a Oxyurida y Ascaridida junto con Rhabditida en la subclase Rhabditia.